# 云石岩
云石岩，位于中国广东省揭阳市普宁市大坝镇月窟村，为普宁市的一个市级文物保护单位，类型为古建筑，公布时间为1961年。
云石岩的历史年代为明代。